# Olga Plumbi
Olga Plumbi ps. Shpresa (ur. 1898 we wsi Lupckë k. Përmetu, zm. 1984) – albańska dziennikarka, nauczycielka, działaczka komunistyczna i feministyczna.

## Życiorys
Pochodziła ze wsi Lupckë k. Përmetu. W bardzo młodym wieku wyszła za mąż, ale po śmierci małżonka wyemigrowała do Europy Zachodniej, gdzie pracowała na utrzymanie rodziny. W połowie lat 30. powróciła do Albanii i w 1936 związała się z pismem Bota e Re (Nowy Świat), skupiającym młodych, radykalnych twórców (Migjeni, Selim Shpuza). W latach 1937–1939 pod pseudonimem Shpresa napisała kilka artykułów o feminizmie, które były publikowane w czasopiśmie Përpjekja Shqiptare (Albański wysiłek). Była jedną z pierwszych kobiet w Albanii piszących artykuły publicystyczne, poświęcone głównie problemom albańskich kobiet. W czasie II wojny światowej związała się z komunistycznym ruchem oporu i została wybrana przewodniczącą Antyfaszystowskiej Rady Kobiet Albanii. W wyborach parlamentarnych 1945 była jedną z trzech Albanek, które po raz pierwszy w historii tego kraju kandydowały do parlamentu. Uzyskała jeden z najlepszych wyników w skali kraju i w nowym parlamencie objęła funkcję jego wiceprzewodniczącej. W 1946 została usunięta z tego stanowiska, zaś kierownictwo Antyfaszystowskiej Rady Kobiet Albanii objęła Nexhmije Hoxha. Od 1946 Olga Plumbi nie prowadziła jakiejkolwiek działalności politycznej. Pracowała jako bibliotekarka w Bibliotece Narodowej w Tiranie, pisząc także do prasy artykuły poświęcone emancypacji kobiet.

## Publikacje
- 1938: Dy fjalë rreth martesës: [vështirësitë ekonomike të zgjidhjes së problemit të martesës]